# Draga Gregorič Rosenberg
Draga Gregorič Rosenberg, slovenska vzgojiteljica in ravnateljica vrtca, 2. marec 1879, Škedenj, Avstro-Ogrska, † 28. marec 1965, Škedenj, Italija. 

## Otroštvo
Draga se je rodila v slovenski družini 2. marca leta 1879 v Škednju, ki je bil takrat del Avstro-Ogrske. Njena mati je bila perica Marija Hrovatič, njen oče pa mesar in kmet Mihael Gregorič.Imela je pet bratov in sester.Poleg nje so bili še trije sorojenci zaposleni v pedagoškem poklicu.Njena starejša sestra je bila učiteljica, pisateljica in publicistka Marica Gregorič Stepančič.

## Delo in poznejše življenje
Leta 1898 je Draga ustanovila slovenski otroški vrtec v Škednju.To je bil v Škednju prvi vrtec nasploh.Bila je njegova prva vzgojiteljica in ravnateljica.Do leta 1900 je vrtec vodila na lastnem domu, pozneje pa se je vrtec preselil v prostore Družbe svetega Cirila in Metoda.Umrla je 28. marca leta 1965 v Škednju.